# 一八九五
《一八九五》，又名《一八九五乙未》，官方英文名Blue Brave: The Legend of Formosa in 1895，是一部2008年的台灣電影，斥資6,000萬元臺幣預算拍攝，為近年臺灣首部以臺灣客家語為主要語言的電影（1973年由劉師坊導演的《茶山情歌》為台灣最早之客語電影）。電影改編自知名作家李喬作品《情歸大地》，描述1895年乙未戰爭中客家村莊所發生的故事。
《一八九五》由洪智育執導，溫昇豪、楊謹華主演。電影在2008年11月7日於全台上映，由美商福斯影業發行。
《一八九五》榮獲2009年新加坡亞洲影視大賞最佳影片

## 劇情
電影採雙線鋪陳，並且以日本文學家兼陸軍軍醫森鷗外和客家子弟的觀點來看待整個戰爭。
多年以前，客家女子黃賢妹為苗栗銅鑼灣秀才吳湯興的未婚妻，卻曾與丫環意外被土匪擄去，後雖平安歸來，卻也遭鄉里懷疑清白，但吳湯興仍相信並依約與她成親。
1894年，清日「甲午戰爭」爆發，清廷戰敗，簽訂「馬關條約」，將福建臺灣省割讓日本。1895年5月，士人丘逢甲等人成立「臺灣民主國」，推舉唐景崧為總統，年號永清。5月29日，由北白川宮能久親王率領的近衛軍團登陸澳底，準備接收台灣。
苗栗客家仕紳吳湯興奉臺灣民主國之命令為義軍統領，開始召集地方鄉勇組織義民軍，就連居於北埔的「金廣福」姜家後代姜紹祖與頭份的武秀才徐驤也特地趕來響應。然而，吳湯興的母親並不支持兒子的行動，吳湯興的妻子黃賢妹即使不支持戰爭也只能繼續支持丈夫。同樣的，姜紹祖的母親也僅剩紹祖一個兒子，他的妻子陳滿妹也已懷孕，無奈的她們也只能默默支持自己的至親。
近衛軍團攻陷基隆後，6月11日鹿港人辜顯榮代表艋舺士紳迎接日本軍進入臺北城。日軍佔領臺北後，開始南進政策。由吳湯興所率領的客家義民軍，由於熟悉山地地形，並且採取游擊戰術，在桃竹苗等地抗日屢屢告捷。親王意識到臺灣人民的倔強，並且宣告這並非接收，而是戰爭。
吳湯興組織的義民軍雖然在臺灣民主國的軍隊支援前需抵抗日軍三個月，但隨著糧草不足以及官員潛逃中國越處不利。土匪頭目林天霸雖率領土匪幫加入，但是仍然無法長期抵擋日軍的南進。姜紹祖所帶領的義民軍最後也遭到日軍圍捕，而姜紹祖則在獄中服毒身亡。
親王為徹底殲滅義軍的阻撓，開始實行「無差別掃蕩」。義民軍由於糧食與傷亡的問題退守苗栗，同時日軍也因水土不服，感染熱病(脚氣病)而死亡的人數遠比陣亡的多。親王為了能將戰爭儘快結束，希望將義軍引誘到南進的關鍵地八卦山一決勝負。
吳湯興由於義軍撤退而得以返家，向母親請求糧食支援，但礙於天災人禍村莊的糧食也不足。黃賢妹深知丈夫面臨的艱苦，說服了婆婆並且將僅存的糧食送到吳湯興暫居的山寨。吳湯興將髮辮交給妻子，並且囑咐若不幸戰死，以髮為塚。隔日義民軍啟程前往八卦山，吳湯興一行人皆壯烈成仁。
義民軍瓦解後，戰事也大致告一段落，親王也因為得到了傳染病而死去，森鷗外這時也收到了自己的妹妹的信，自己也即將回到日本。吳湯興之妻黃賢妹尋夫不成後，投井殉情獲救，而後絕食八日而亡。

## 角色
| 演員       | 角色             | 簡介 |
| ---------- | ---------------- | --- |
| 楊謹華     | 黃賢妹           | 出身苗栗頭份望族，習武讀書，個性好強。年少時曾遭土匪擄去釋回而被懷疑清白，但丈夫吳湯興仍依約娶了她。                                 |
| 溫昇豪     | 吳湯興           | 苗栗銅鑼樟樹林人，原為鄉村秀才，後不齒清廷割讓台灣，投筆從戎對抗日軍。妻為黃賢妹，儘管婚前有妻子遭土匪玷汙的流言，但湯興仍執意娶她。 |
| 張書豪     | 姜紹祖           | 出身天水堂北埔姜家，為「金廣福大隘」第一代墾戶首姜秀鑾後代，家境富裕。為典型熱血青年，自願捐出財產，集結眾人之力對抗日軍。           |
| 吳皓昇     | 徐驤             | 苗栗頭份武秀才，同樣也是抗日軍的首領，但個性不同於湯興與紹祖，穩重內斂、沉默寡言。                                                   |
| 李佳穎     | 陳滿妹           | 姜紹祖的新婚妻子，在丈夫出外抗日時也懷有丈夫的骨肉，只能祈求丈夫平安歸來。                                                           |
| 李興文     | 林天霸           | 閩籍盜賊，為人坦蕩。曾劫獲黃賢妹隨行的糧隊，對黃賢妹的豪氣有深刻印象。                                                               |
| 胡安安     | 英妹             | 黃賢妹的貼身丫環，有著客家女子的獨立性。後來嫁給金福。                                                                               |
| 吳定謙     | 土匪金福         | 閩籍土匪，跟隨著林天霸。即使在加入義軍後，仍常與姜紹祖起衝突。                                                                       |
| 日比野玲   | 北白川宮能久親王 | 日本接收台灣的「近衛師團」指揮官，他在日治時期的台灣是被神話最徹底的人物。                                                           |
| 貴島功一朗 | 森鷗外           | 原名森林太郎，與同時代的夏目潄石同為日本大文豪。1895年為陸軍軍醫，但秉持著人文深度與文學涵養的他反對這場戰役。                       |
| 唐美雲     | 吳秋妹           | 吳湯興之母，婚後產下四子後，丈夫拋妻棄子，遂擔起持家重任。原認為可將家業傳與長子湯興，卻遇上戰爭。                                   |
| 徐樂眉     | 姜宋氏           | 姜紹祖之母，能掌管家中大事，唯獨對兒子沒輒。是一個堅韌沉著的女性，帶領姜家渡過難關。                                                 |
| 黃采儀     | 阿土母           | |
| 方志明     | 鍾柯裕           | |
| 洪綺陽     | 鍾妻             | |
| 林玉紫     | 阿好             | |
| 黃振尉     | 大春             | |
| 程奎中     | 山賊阿猴         | |
| 葉天倫     | 山賊阿發         | |
| 劉序浩     | 山賊光頭         | |
| 葛西健二   | 川村景明         | |
| 下村昌史   | 山根信成         | |
| 大西由希也 | 日軍軍佐         | |
| 伊藤直哉   | 日軍軍醫         | |
| 德久忠仁   | 日軍伍長         | |
| 洪流       | 姜家長老         | |
| 程心祥     | 親王通譯         | |
| 邱逸峰     | 蔗園通譯         | |
| 劉鴻融     | 義軍教頭         | |
| 羅偉倫     | 吳海坤           | |
| 宏偉       | 吳海榮           | |
| 林菁愉     | 吳海山           | |
| 謝卉君     | 細妹             | |
| 蕭名喬     | 賢妹丫環         | |
| 陳美純     | 滿妹丫環         | |
| 張家榆     | 吳母丫環         | |
| 杜慧柔     | 吳母丫環         | |
| 黃郁芳     | 姜母丫環         | |
| 陳雪甄     | 姜母丫環         | |
| 根誌新     | 賽夏族人         | |
| 歐志欽     | 賽夏族人         | |
| 劉棖晧     | 賽夏族人         | |
| 陳柏廷     | 日軍傷兵         | |

## 製作
《一八九五》電影由行政院客家委員會與青睞影視共同投資新台幣六千萬元拍攝。電影原預定是由陳坤厚執導
，不過因陳坤厚同時忙於拍攝另一部電影《新魯冰花》，而改由洪智育執導，陳坤厚任總顧問
。
電影耗費兩年籌備，歷經十個月拍攝，取景地點包括瑞芳、九份、基隆、新竹橫山、苗栗、八卦山、墾丁等30多處名勝風景 。而片中也有一場張書豪飾演的姜紹祖遭日軍追捕的戲，由於劇中需要放火焚燒大片甘蔗園，製片特別花了一百萬買下虎尾糖廠中占地數甲的蔗園，並且在攝氏35度的艷陽天下拍攝焚燒鏡頭，當天設置出動多輛消防車、救護車待命，演員們各個精疲力竭，而這場火燒甘蔗園戲拍攝約十個小時左右。

## 行銷
《一八九五》由美商福斯影業和海鵬影業在台共同發行，除了設立官方網站與官方部落格宣傳外，也舉辦多場試映會並且邀請抗日英雄姜紹祖的後代、呂秀蓮前副總統等共襄盛舉。另外由於盛夏上映的《海角七號》造成台灣社會空前轟動，讓沉寂已久的國片市場再度敞開，緊接在晚秋上映的《一八九五》也挾著其首部客家發音史詩電影的光環，官方網站被擠爆，詢問度大增。
《一八九五》獲選為台北縣政府舉辦的「山城影視節」開幕片，包括導演洪智育、演員溫昇豪、吳定謙與其父吳念真也連袂出席造勢活動。
《一八九五》不僅為政治人物們推薦，同時也是全民電視台與客家電視台的重點宣傳項目之一。
大漢之音調頻廣播電台精心策劃《一八九五》特輯，帶領聽眾透過穿梭時空，了解客家歷史 
2008年11月1日，《一八九五》與其他同月上映的臺灣電影包括《渺渺》、《愛的發聲練習》等共同造勢，希望藉由《海角七號》帶動的國片熱潮再讓觀眾回到戲院觀賞。
2008年11月3日，苗栗縣國際文化觀光局於苗栗市中正堂舉行首場苗栗縣境內播映，提供苗栗縣民免費觀賞。
2009亞洲電視節(ATA, Asia Television Awards)最大獎 Best Drama Series（最佳劇集）入圍第28屆伊朗影展亞洲電影競賽單元
2009年國片票房冠軍
台北電影節華人影像精選，片尾曲「義民」入圍金曲獎三項
2008影評人協會十大華語片

## 音樂
| 曲別   | 歌曲       | 作詞     | 作曲     | 演唱者                   |
| 插曲   | 《浪淘沙》 | 吳嘉祥   | 吳嘉祥   | MIDI                     |
| 片尾曲 | 《義民塚》 | 馬修連恩 | 馬修連恩 | 馬修連恩、謝宇威、陳永淘 |

## 相似電影
- 賽德克巴萊

## 外部連結
- 電影《一八九五》官方部落格 （页面存档备份，存于）
- 青睞影視官方部落格

- Yahoo奇摩電影上《一八九五》的資料（繁體中文）
- MSN娛樂上《一八九五》的資料（繁體中文）

- 開眼電影網上《一八九五》的資料（繁體中文）
- 豆瓣电影上《一八九五》的資料 （简体中文）
- 时光网上《一八九五》的資料（简体中文）
- AllMovie上《一八九五》的资料（英文）
- 爛番茄上《一八九五》的資料（英文）
- 香港影庫上《一八九五》的資料（繁體中文）
- 互联网电影数据库（IMDb）上《一八九五》的资料（英文）

Template:台灣復興浪潮電影